# Mark Pinsker
Pour les articles homonymes, voir Pinsker.
Mark Semenovitch Pinsker (en russe : Марк Семенович Пинскер) ou Mark Shlemovitch Pinsker (en russe : Марк Шлемович Пинскер), né le 24 avril 1925 et mort le 23 décembre 2003, est un mathématicien russe, spécialiste de la théorie de l'information, de la théorie des codes, des probabilités, de la théorie ergodique et des statistiques.
Pinsker a étudié les processus stochastiques sous la direction d'Andreï Kolmogorov dans les années 1950 et a travaillé par la suite à l'Institute for Information Transmission Problems (IITP) de l'Académie des sciences de Russie.
Pinsker a reçu deux prix de l'association IEEE, le prix Claude-Shannon en 1978, et la médaille Richard-Hamming en 1996.